# الدين في بوتان
الدين في بوتان (2020)
بوتان دولة بوذية ثقافيًا واجتماعيًا وسياسيًا ودستوريًا، وتلعب البوذية دورًا حيويًا في التراث الثقافي والروحي للأمة.
الديانة الرسمية في بوتان هي البوذية، ويعتنقها 74.7% من السكان. أما باقي السكان فهم من الهندوس بشكل رئيسي ويشكلون 22.6% من السكان. حرية الدين يكفلها الملك.